# Hygromia
Loofslakken (Hygromia) zijn een geslacht van weekdieren uit de klasse van de Gastropoda (slakken).

## Soort
- Hygromia cinctella Draparnaud, 1801 = Gekielde loofslak
- Hygromia limbata (Draparnaud, 1805)
- Hygromia odeca (Bourguignat, 1882)
- Hygromia tassyi (Bourguignat, 1884)